# Trophée Walter Lawrence
Le Trophée Walter Lawrence, en anglais Walter Lawrence Trophy, est un trophée individuel de cricket annuellement de 1934 à 1939 et depuis 1965. S'il récompense habituellement le century la plus rapide marqué au cours de la saison qui précède de County cricket, en Angleterre, mais sa règle d'attribution a parfois changé au cours du temps.

## Principe
Sir Walter Lawrence crée le trophée qui porte son nom en 1934. Il est alors décerné au joueur qui, au cours de la saison anglaise qui précède, a marqué le century le plus rapide en termes de minutes pour passer la barre des 100 courses. Les matchs considérés sont les rencontres « first-class », qui incluent les test-matchs joués par les équipes nationales en tournée. Le trophée est alors associé à un bon d'achat de 100 guinées. Frank Woolley est le premier vainqueur.
Le trophée n'est plus décerné après la mort de Walter Lawrence, en 1939, mais reprend en 1965. Il est alors réservé aux internationaux de l'équipe d'Angleterre et aux performances réalisées au cours des matchs de celle-ci. En 1970, le trophée reprend son principe original. En 1985, ce n'est plus en termes de minutes que les centuries sont comparés mais en termes de lancers joués.
À partir de 2008, ce ne sont plus seulement les manches jouées en first-class cricket qui sont prises en compte, mais aussi celles réalisées en list A cricket et en Twenty20, ce qui profite à Graham Napier, vainqueur cette année-là avec un century réalisé en Twenty20 Cup.